# Hulterstads alvar
Hulterstads alvar är ett naturvårdsområde (som sedan 1998 likställs med naturreservat) i Mörbylånga kommun i Kalmar län.
Området är naturskyddat sedan 1999 och är 859 hektar stort. Reservatet ligger i östra delen av Stora Alvaret väster om Hulterstad och består av grusalvar.